# Geodia reniformis
Geodia reniformis är en svampdjursart som beskrevs av Thiele 1898. Geodia reniformis ingår i släktet Geodia och familjen Geodiidae.
Artens utbredningsområde är havet kring Japan. Utöver nominatformen finns också underarten G. r. robusta.